# 楚灭邓之战
楚灭邓之战發生於前678年（周僖王四年、鲁庄公十六年、楚文王十二年），楚国军队攻灭邓国（今湖北省襄阳市西北）的作战。
春秋早期，邓国是位于汉水中游北岸的小诸侯，为江汉平原进入中原的门户，也是周朝控制汉水、雄视楚国郢都（今湖北省荆州市西北纪南城）的据点。楚国在前688年攻打过邓国，楚国灭申国、息国后不久，在前678年出兵击灭邓国，兼并其地。